# Escaro
Escaro (în catalană Escaró) este o comună în departamentul Pyrénées-Orientales din sudul Franței. În 2009 avea o populație de 98 de locuitori.

## Evoluția populației
| An        | 1975 | 1982 | 1990 | 1999 | 2006 | 2009 |
| --------- | ---- | ---- | ---- | ---- | ---- | ---- |
| Populație | 92   | 85   | 102  | 84   | 87   | 98   |